# Kärla
Kärla (tyska: Kergel) är en småköping i Saaremaa i västra Estland. Orten ligger i Ösels kommun på Ösel. Kärla hade 537 invånare vid folkräkningen år 2021, på en yta av 4,42 km².
Orten utgjorde till och med 2014 centralorten i den tidigare kommunen Kärla.

## Kända personer från Kärla
- Jakob Mändmets, författare
- Ott Tänak, rallyförare